# Pisaboa mapiri
Pisaboa mapiri là một loài nhện trong họ Pholcidae. Loài này được phát hiện ở Bolivia.